# 恐怖症
恐怖症（きょうふしょう、英:phobia）は、特定のある一つのものに対して、心理学的および生理学的に異常な恐怖を感じる症状である。

## 語源や命名法
英語のフォビア(phobia) は、古代ギリシア語で恐怖を意味するポボス（希：φόβος, ラテン文字：phobos）がその語源である。
個々の恐怖症の英名は、接尾辞としての -phobia の前にはギリシャ語が用いられる。例 先端恐怖症 : belone phobia
近年では更に拡大して、フォビアを「嫌悪」や「忌避」という意味で使うこともある（例：ホモフォビア、トランスフォビア、ゼノフォビア、ガイノフォビア）。

## 分類
恐怖症は『疾病及び関連保健問題の国際統計分類』（ICD）によると、不安障害に分類され以下に細分される。
- F40.0　広場恐怖 (症)
- F40.1　社会恐怖(症)
- F40.2　特定の個別的恐怖(症)
- F40.8　その他の恐怖症性不安障害
- F40.9　恐怖症性不安障害，詳細不明

このうち特定の個別的恐怖(症)は、雷などの自然災害や、蛇や蜂など特定の一種類のものに対しての恐怖を感じるものである。

### 説明
恐怖症患者は、日常生活において恐怖の対象を避ける工夫をしてすごしている。恐怖の対象に遭遇したとき、恐怖心や不安感の程度によって、不快感やめまい、吐き気といった症状を催すが、極端な場合にはパニック発作をきたすこともありうる。
これらの恐怖症は、子供の頃の無知から感じる恐怖や、偶然に経験した恐怖体験がきっかけとなって出現する。生活において、大きな障害とならない限りは個人の個性として尊重すべき弱点であり、放置しておくうちに次第に軽減したり、克服経験によって解消されることが多い。
生活の支障となり、本人が治療を所望する場合は行動療法が用いられる。単一恐怖のうち、恐怖の対象を容易に作り出せるもの（高所、暗所などの場所由来のものや特定の動植物など）については、患者をその状況の中に長時間おいて恐怖に慣れさせることによってある程度改善可能とされる。

## 主な恐怖症の分類
下記に国際疾病分類第10版による主な恐怖症の分類を示す。分類番号があるものは付記しておく。

### 広場恐怖症
- 広場恐怖症（アゴラフォビア）F40.0-1

過去に外出恐怖症あるいは空間恐怖症とされていたものを含む。

### 社会恐怖症
- 社会恐怖症（ソシオフォビア）F40.1-1
- 対人恐怖症　F40.1-5
  - 赤面恐怖症

下記は特定的な対人恐怖症として扱われる。
- 男性恐怖症（アンドロフォビア）
- 女性恐怖症（ガイノフォビア）

### 特定の恐怖症（限局性恐怖症）
- 高所恐怖症（アクロフォビア）F40.2-1
- 歯科治療恐怖症　F40.2-2
- 先端恐怖症（アイクモフォビア）F40.2-3
- 単一恐怖症（モノフォビア）F40.2-4
- 単純恐怖症　F40.2-5
- 動物恐怖症（ズーフォビア）F40.2-6
  - 蛇恐怖症（オフィオフォビア）、犬恐怖症（シノフォビア）など。クモ恐怖症（アラクノフォビア）などもこれに該当する可能性もある。
- 閉所恐怖症　F40.2-7
- 暗所恐怖症
- 血液恐怖症（ヘモフォビア）
- 飛行機恐怖症
- 雷恐怖症
- 嘔吐恐怖症
- 失敗恐怖症